# Hoshihananomia
Hoshihananomia es un género de escarabajos perteneciente a la familia Mordellidae.

## Especies
La siguiente es la lista de especies pertenecientes a este género.
- Hoshihananomia antaretica (White, 1846)
- Hoshihananomia composita (Walker, 1858)
  - Hoshihananomia composita borealis
  - Hoshihananomia composita innotata
  - Hoshihananomia composita oshimae
  - Hoshihananomia composita sakishimana
- Hoshihananomia elegans (Maeklin, 1875)
- Hoshihananomia formosana Nakane & Nomura, 1950
- Hoshihananomia gabonica (Píc, 1920)
- Hoshihananomia gacognei (Mulsant, 1852)
  - Hoshihananomia gacognei gacognei
  - Hoshihananomia gacognei godart
  - Hoshihananomia gacognei vauclsiana
- Hoshihananomia hononomi Kônô
- Hoshihananomia katoi Nakane & Nomura, 1957
  - Hoshihananomia katoi boninensis
  - Hoshihananomia katoi katoi
- Hoshihananomia kirai Nakane & Nomura, 1950
- Hoshihananomia kuatunensis Ermisch, 1968
- Hoshihananomia kurosai Chûjô & Nakane, 1955
- Hoshihananomia kusuii Nomura, 1975
- Hoshihananomia libanica (Méquignon, 1942)
- Hoshihananomia luteonotatipennis (Píc, 1936)
- Hoshihananomia masatakai Tsuru & Takakuwa, 2007
- Hoshihananomia michaelae Horák, 1986
- Hoshihananomia minuscula Nomura, 1967
- Hoshihananomia mitsuoi Nakane & Nomura, 1950
- Hoshihananomia nakanei Takakuwa, 1986
- Hoshihananomia notabilis (M'Leay, 1887)
- Hoshihananomia ochrothorax Nomura, 1975
- Hoshihananomia octomaculata (McLeay, 1873)
- Hoshihananomia octopunctata (Fabricius, 1775)
- Hoshihananomia olbrechtsi Ermisch, 1952
- Hoshihananomia paolii Franciscolo, 1943
- Hoshihananomia perlata (Sulzer, 1776)
- Hoshihananomia perlineata (Fall, 1907)
- Hoshihananomia pirika Kôno, 1935
- Hoshihananomia pseudauromaculata Kiyoyama, 1993
- Hoshihananomia pseudoelegan Franciscolo, 1952
- Hoshihananomia pseudohananomi Kiyoyama, 1993
- Hoshihananomia schoutedeni Ermisch, 1952
- Hoshihananomia signifera Ermisch, 1965
- Hoshihananomia tibialis (Broun, 1880)
- Hoshihananomia transsylvanica Ermisch, 1977
- Hoshihananomia trichopalpis Nomura, 1975
- Hoshihananomia tristis Ermisch, 1952
- Hoshihananomia ussuriensis Ermisch, 1970